# Кулексы
Ку́лексы, или комары настоящие (лат. Culex) — род насекомых из семейства кровососущих комаров.

## Описание
Комары среднего и мелкого размера. У самца хоботок обычно короче щупиков. Щетинок около дыхалец нет.

## Экология
Самки питаются кровью человека, млекопитающих, птиц и рептилий. Являются переносчиками многих опасных заболеваний (лихорадка Западного Нила, филяриатозы, арбовирусы, японский энцефалит, энцефалит Сент-Луис, птичья малярия и тд.).

## Палеонтология
В составе рода описано 8 ископаемых видов, все они имеют кайнозойский возраст. 

## Систематика
Всесветно распространенный род. В мировой фауне насчитывает более 750 видов и 25 подродов. В России встречается более ста видов.

### Виды

Жизненный цикл комаров рода Culex

Некоторые виды
- Culex annulirostris
- Culex antennatus
- Culex jenseni
- Culex pipiens — комар-пискун, или комар обыкновенный
- Culex pusillus
- Culex quinquefasciatus
- Culex rajah
- Culex restuans
- Culex salinarius
- Culex tarsalis
- Culex territans
- Culex theileri
- Culex tritaeniorhynchus